# Federico Halbherr

Halbherr-Büste in Agia Triada

Federico Halbherr (* 15. Februar 1857 in Rovereto; † 17. Juli 1930 in Rom) war ein italienischer klassischer Archäologe und Epigraphiker.

## Leben und Werk

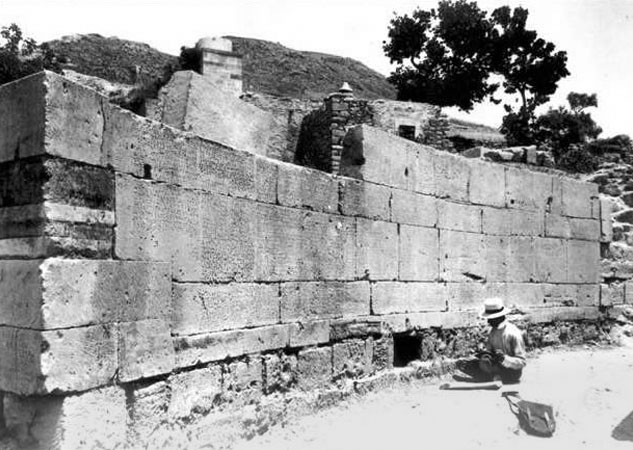
Halbherr beim Studium der Gesetzestexte von Gortys (Gortyn)

Halbherr wuchs in Rovereto, damals Teil der Grafschaft Tirol auf. Nach dem Besuch des Gymnasiums, das er 1876 abschloss, besuchte er mit seinem Vater Rom, Pompeji und Neapel. Da er keine italienische Staatsbürgerschaft besaß, wurde ihm die Aufnahme in die höhere Schule für Archäologie verweigert. Noch 1876 schrieb er sich an der Universität Rom ein. 1880 schloss er die Universität mit der Laurea ab. In seiner als brillant bezeichneten Abschlussarbeit beschäftigte er sich mit der Geschichte der Goten.
Halbherr führte zahlreiche Ausgrabungen auf Kreta durch. 1884 entdeckten er und Ernst Fabricius in Gortyn (neugriechisch Gortys) das Stadtrecht von Gortys, Inschrifttafeln aus der Zeit um 500 v. Chr. bis 450 v. Chr., die aus 42 Steinblöcken zusammengesetzt sind und insgesamt 17.000 Zeichen umfassen. 1885 begann er mit Grabungen in der „Höhle des Schäfermädchens“ (Spiliara tis Voskopoulas) in der Nidahochebene, die nach 1983 von den Archäologen Jannis und Efi Sakellarakis systematisch fortgeführt wurden. Die Inscriptiones Creticae wurden anhand der von ihm gesammelten Materialien von Margherita Guarducci herausgegeben.
Um 1900, also etwa zur selben Zeit, als Arthur Evans in Knossos arbeitete, begannen in Phaistos unter Halbherrs Leitung die Grabungen der italienischen archäologischen Mission. Halbherr arbeitete vollkommen anders als Evans, daher wurde in Phaistós viel weniger rekonstruiert als in Knossós. In Agia Triada, wo er ebenfalls grub, befindet sich heute ihm zu Ehren eine Büste.
Im ausgehenden 19. Jahrhundert interessierte sich Halbherr zunehmend für Libyen, die antike Kyrenaika, da er deren historischen Beziehungen zu Italien nachgehen wollte. Sein Versuch, eine italienische Grabung in Kyrene zu etablieren, scheiterte jedoch, als 1909 ein amerikanisches Team die Grabungserlaubnis erhielt:
„Unsere Expedition wird so aus archäologischer Sicht völlig nutzlos [...]. Wissenschaftlich gesprochen ist der einzige für Antikenstudien und -forschungen interessante Punkt Kyrene: der Rest lohnt die Mühe nicht“ (il resto non vale la pena).
1899 wurde Halbherr korrespondierendes Mitglied der Accademia Nazionale dei Lincei, 1912 socio nazionale. Sein Briefwechsel mit Gaetano De Sanctis, einem Förderer seiner Grabungspläne, wurde 1986 veröffentlicht. Seit 1903 war er ordentliches Mitglied des Deutschen Archäologischen Instituts. Außerdem war er Mitglied der Accademia degli Agiati in seiner Heimatstadt Rovereto und Ehrenmitglied der Society for the Promotion of Hellenic Studies.

## Publikationen
- Federico Halbherr: Researches in Crete. III. – The Præsian Peninsula. In: The Antiquary 25, 1892, S. 153 ff.